# Петровичі (Смолевицький район)
Петровичі (біл. вёска Пятровічы) — село в складі Смолевицького району Мінської області, Білорусь. Село підпорядковане Драчківській сільській раді, розташоване в центральній частині області.

## Люди
В селі народився Пекарський Едуард Карлович (1858—1934) — радянський мовознавець, етнограф, фольклорист.